# Sérgia Ribeiro da Silva
Sérgia Ribeiro da Silva, coneguda com a Dadá (Belém de São Francisco, Pernambuco, Brasil, 25 d'abril del 1915 - Salvador, Brasil, 10 de febrer del 1994), fou una cangaceira brasilera, l'única dona que prengué les armes en el bàndol de Virgulino Ferreira da Silva, més conegut com «Lampião».

## Biografia
Va nàixer a Belém de São Francisco, on visqué els seus primers anys, amb contactes amb la població originària. Després, la seua família es traslladà a Badia, on, als tretze anys, fou raptada per Cristino Gomes da Silva Cleto, més conegut com a Corisco o «Diabo Loiro» (Dimoni Ros), de qui era cosina germana.
Era mestissa de blanc i cabocla.
La seua relació de parella es va transformar amb el temps. Feien una vida nòmada; el seu company era el segon en la jerarquia de la banda, es casaren i van tenir set fills, que deixaven en cases de parents, perquè els cuidassen. D'ells, només tres van sobreviure.
La banda de Lampião es dividia en bàndols menors. El més important, justament, era el que menava Corisco. La seua esposa tenia una pistola, que usava per a la seua defensa personal, i també li va ensenyar a llegir, escriure i a comptar.
En un dels atacs, a l'octubre del 1939, a la Hisenda Lagoa da Serra, de Sergipe), el Diabo Loiro fou malferit en totes dues mans, i perdé la capacitat de disparar. Llavors Dadá esdevingué la primera dona que prengué part activa en les lluites dels cangaceiros.
Molta gent va salvar la vida gràcies a la intervenció de Dadá, també anomenada «Sussuarana del Cangaço».

### Tràgic final
Lampião fou executat al 1938; Corisco, que era a Alagoas amb part de la banda, hi va emprendre una feroç revenja. Com que els seus companys foren decapitats, i els caps desmembrats exposats al Museu Nina Rodrigues de criminologia, a la capital de Bahia, Corisco també els tallà a moltes víctimes.
L'organització de Cangaceiros decaigué, sobretot per l'enorme disparitat d'armament: les forces d'ocupació tenien metralladores, una arma que els cangaceiros mai van aconseguir. A més, la mateixa Justícia començà a premiar els bandolers que es rendissen.
El 25 de maig del 1940, la banda fou voltada a Brotas de Macaúbas per una patrulla al comandament del tinent Zé Rufino. Dissimulats, la banda deixà les vestimentes típiques, procurant passar per veïns. Però, en un enfrontament, una ràfega de metralladora va ferir mortalment a Corisco. I Dadá fou ferida a la cama dreta. Així, el darrer dirigent dels Cangaceiros va morir deu hores després de l'atac; l'enterraren a Jeremoabo. Després de deu dies, però, l'exhumaren i el cap decapitat l'enviaren al museu, juntament amb els altres de la banda.
Dadá va tenir una infecció, i després es va agreujar per una gangrena, i a la presó li amputaren quasi tota la cama malferida. Per aquesta situació, el cèlebre rábula de Bahia, Cosme de Farias, fou el representant de Dadá en la Justícia, i en pledejà l'alliberament, el 1942.

## Lluita pels drets
Dadá anà a viure a la ciutat de Salvador, i lluità perquè la legislació respectàs els morts -amb la tètrica exposició del Museu Antropològic Estácio de Lima, a l'Institut Mèdic Legal Nina Rodrigues, i eliminàs aquell espectacle necròfil. Només el 6 de febrer de 1969, durant el govern de Luiz Viana Filho, s'aconseguí que les restes mortals dels cangaceiros poguessen ser inhumades definitivament -i el museu en feu motlles per a exposar, en substitució.
Per la seua lluita, Dadá va ser, en la dècada del 1980, homenatjada per l'Ajuntament de Salvador. A Bahia, el cangaço era representat en les arts per Glauber Rocha, entre d'altres, i Dadá era la darrera prova vivent de testimoniatge de les seues lluites, dificultats i, també, d'alegries i diversions.
Va morir a Salvador de Bahia el 1994.

## Reconeixements
- En filmografia:
  - Corisco & Dadá, film de Rosemberg Cariry
  - A Mulher no Cangaço (1976), curtmetratge de Hermano Penna